# Anoxynops conicus
Anoxynops conicus är en tvåvingeart som beskrevs av Townsend 1927. Anoxynops conicus ingår i släktet Anoxynops och familjen parasitflugor. Inga underarter finns listade i Catalogue of Life.